# Grimpa-soques escatós
El grimpa-soques escatós (Lepidocolaptes squamatus) és una espècie d'ocell de la família dels furnàrids (Furnariidae) que habita els boscos de l'est del Brasil.